# Caricaceae

## Caricaceae
Do latim, caricus, adjetivo feminino daquilo que é natural da Cária, Ásia Menor, tem como autoridade descritiva Barthélemy Charles Joseph Dumortier (1829), cuja abreviatura padrão é Dumort. Possui como representante o mamão (Carica papaya L.), espécie de maior importância econômica na família Caricaceae. 

## Diversidade Taxonômica

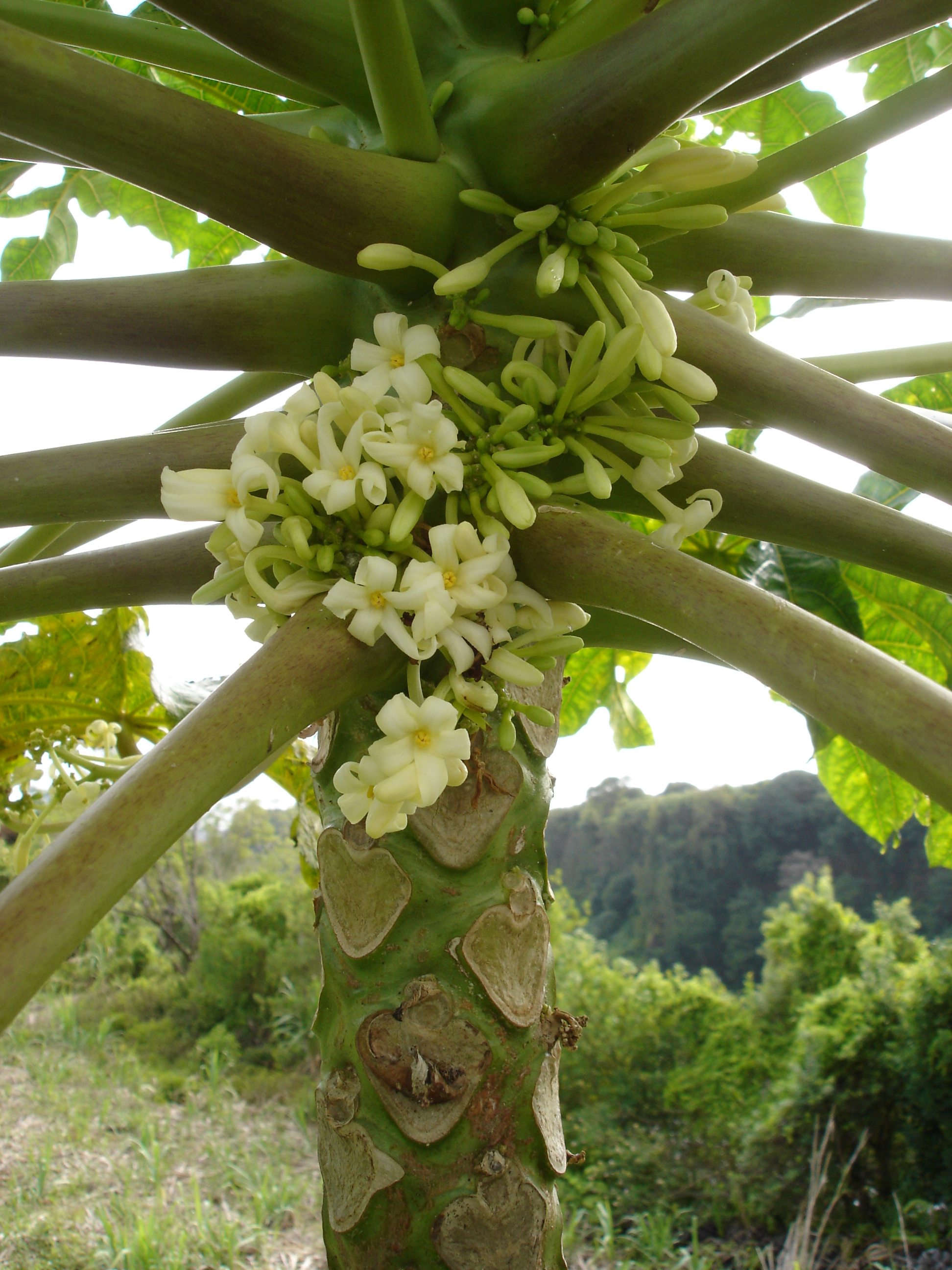
Flores de Carica papaya.

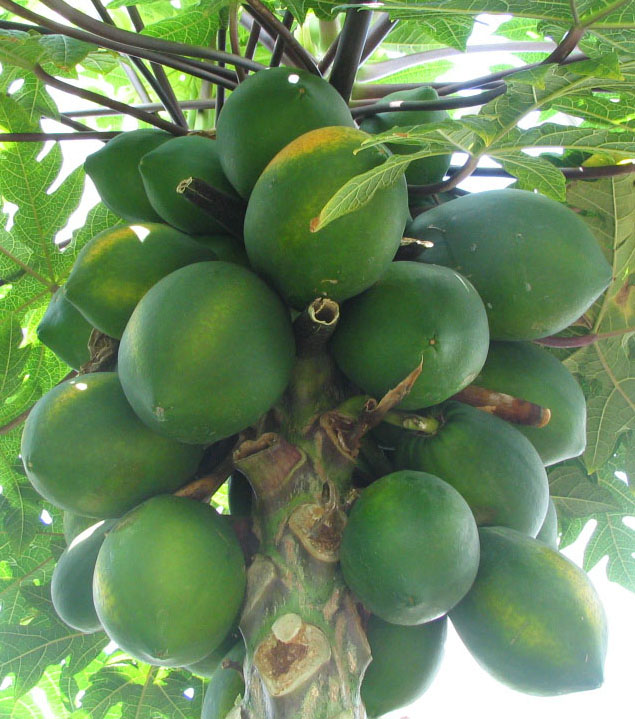
Carica papaya (frutos).

Caricaceae (por vezes Papayaceae) é uma família de plantas com flor, pertencente à ordem Brassicales, que reúne 6 géneros e cerca de 35 espécies, entre as quais algumas com grande importância económica, entre as quais Carica papaya (a papaia). A família tem origem nas regiões tropicais da América Central, Antilhas, América do Sul e África, mas algumas das suas espécies, nomeadamente a papaia (Carica papaya) e o babaco (Vasconcellea × heilbornii), são cultivadas em regiões tropicais e subtropicais de todo o mundo.

## Morfologia
A família Caricaceae, por vezes também designada por Papayaceae, a que pertence a papaia, é composta por dicotiledóneas arbustivas ou arborescentes, 3–10 m de altura, perenes, laticíferas, com caules simples ou ramificados, brandos ou carnosos, paquicaules ou algo suculentos devido à presença do látex. As plantas são geralmente dioicas, raramente monoicas ou polígamas, de vida curta.
Uma espécie, Vasconcellea horovitziana, é uma liana e as três espécies do género Jarilla são plantas herbáceas. Várias espécies produzem frutos comestíveis e são uma importante fonte de papaína.
As espécies apresentam folhas de formas muito diversas, ainda que sejam geralmente alternas, inteiras, simples, pinatilobadas até pinatífidas ou palmatilobadas a palmatifidas, ou compostas lobadas e digitadas. As folhas apresentam-se sem estípulas.
As inflorescências são axilares e apresentam-se normalmente em panículas com a forma de rácimos, embora por vezes as flores sejam solitárias. As flores 5-meras, com cada cálice composto por cinco sépalas, 5-lobado ou 5-dentado, raras vezes quase inteiro. A corola é tubulosa, com cinco pétalas, com tubo largo nas flores masculinas e com tubo curto, ou mesmo inconspícuo, nas flores femininas. Os estames são 10, inseridos em duas séries na parte superior do tubo da corola, anteras 2-loculares abrindo longitudinalmente. O ovário é súpero, de inserção larga, 1-locular com 5 placentas parietais ou incompletamente 5-locular devido ao forte desenvolvimento das placentas, óvulos quase sempre numerosos, estilo ausente ou inconspícuo, estigma inteiro ou lobado ou repetidamente ramificado.
O fruto é uma baga, com sementes abundantes, com endosperma oleoso e envoltura externa carnosa (sarcotesta).

## Relações Filogenéticas
Dentro da ordem Brassicales as famílias Caricaceae e Moringaceae são grupos irmãos. A família Caricaceae evoluiu em África durante o Plioceno em florestas tropicais. O único gênero africado de Caricaceae é Cylicomorpha que apresenta duas espécies, C.solmsii e C. parvifl que compartilham um ancestral comum no Plioceno, árvores grandes que geralmente crescem juntas.
A divergência entre as espécies africanas e as espécies americanas ocorreu no Eoceno há cerca de 35 (28,1–43,1) milhões de anos, após a separação dos continentes. A hipótese de dispersão de sementes das Cylicomorpha africanas para a América sugere que ilhas flutuantes podem ter transportado as sementes pressas à vegetação flutuante por meio de correntes oceânicas do oeste africano até a América Central. As Caricaceae chegaram à América do Sul a partir da América Central após a formação do Istmo do Panamá há cerca de 23-25 milhões de anos.
A espécie Carica papaya, cuja importância econômica é mundial, foi domesticado provavelmente pelos maias na América Central, apesar de não existir nenhuma evidência arqueológica ou paleontológica desta domesticação.
Os parentes mais próximos de C.papaya são os gêneros Jarilla e Horovitzia. A semelhança morfológica que reforça a domesticação pelos maias é o ovário unilocular presente em todas essas espécies desses gênero, enquanto as demais Caricaceae apresentam ovários 5-loculares.

## Distribuição Geográfica

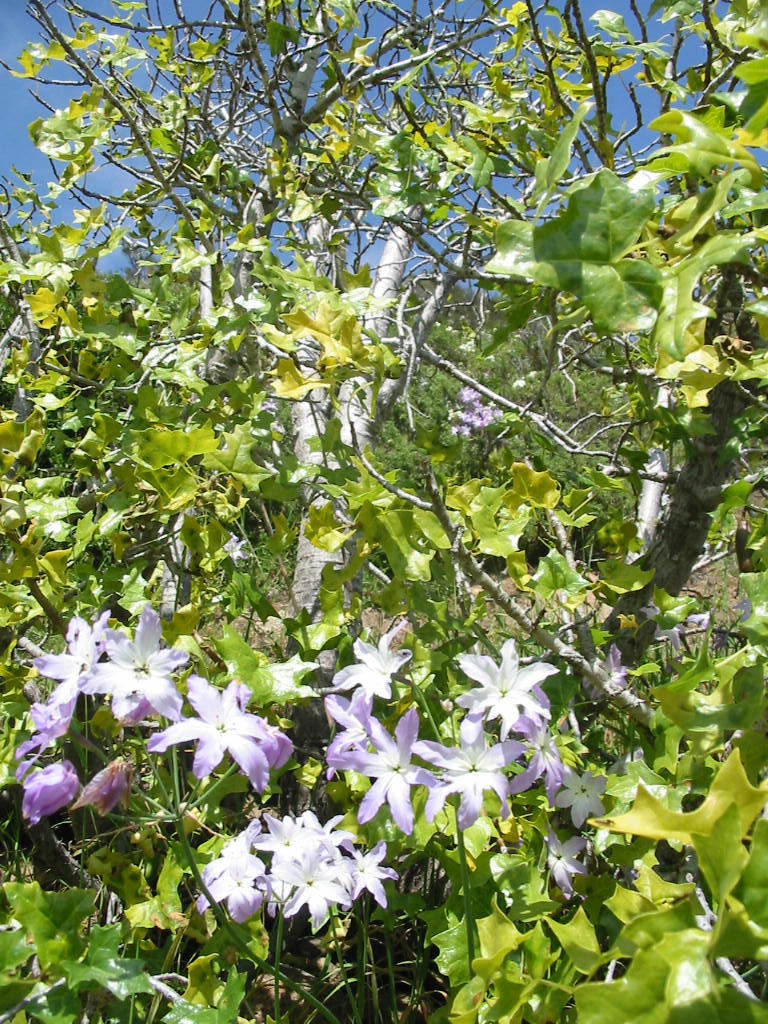
Hábito e flores de Vasconcellea chilensis.

A família Caricaceae apresenta uma distribuição natural disjunta, com as espécies que a integram predominantemente a ocorrerem na América Central e na América do Sul, na região conhecida por Neotrópico, com apenas duas espécies a ocorrerem na África (ambas do género Cylicomorpha).
Estudos de filogenia molecular realizados em 2012 sobre todas as espécies da família levaram a uma profunda revisão da circunscrição taxonómica dos géneros que a integram. Em consequência dessa reorganização, o género Carica que antes agrupava a maioria das espécies passou a ser considerado monotípico, reduzido à espécie Carica papaya.
A família Caricaceae inclui 6 géneros e 34-35 espécies:
- Carica L. — com apenas uma espécie:[9]
  - Carica papaya L.;
- Cylicomorpha Urb. — que agrupa as duas espécies africanas da família;[9]
- Horovitzia Badillo — inclui apenas uma espécie:[9]
  - Horovitzia cnidoscoloides (Lorence & Torres) Badillo — endemismo do estado de Oaxaca (México);
- Jacaratia A.DC. — com 7-8 espécies, com distribuição natural do México, da América Central e norte do Brasil;[9]
- Jarilla Rusby — com 3 géneros distribuídos do México à Guatemala;[9]
- Vasconcellea A.St.-Hil. — as 20-21 espécies têm distribuição neotropical, com maior diversidade no noroeste dos Andes.[9]

## Lista de espécies brasileiras
Apesar de nenhuma espécie de Caricaceae ter endemismo no Brasil há ocorrência de três gêneros, Carica, Jacaratia e Vasconcellea com 9 espécies naturalizadas.
- Carica papaya L.
- Jacaratia corumbensis Kuntze.
- Jacaratia digitata (Poepp. & Endl.) Solms.
- Jacaratia heptaphylla (Vell.) A.DC.
- Jacaratia spinosa (Aubl) A.DC.

- Vasconcellea glandulosa A.DC.

- Vasconcellea microcarpa (Jacq.) A.DC.
- Vasconcellea monoica (Desf.) A.DC.
- Vasconcellea quercifolia A.St.-Hil.

## Domínios e estados de ocorrência no Brasil
Sua distribuição geográfica está em todo território brasileiro, tendo como ocorrência as regiões: Norte, Nordeste, Centro-Oeste, Sudeste e o Sul.
Domínio fitogeográficos
Há registro em todos os domínios fitogeográficos terrestres brasileiros: cerrado, amazônia, mata atlântica, caatinga e pampa.

## Importância Econômica
A espécie mais conhecida é a papaia, planta que apresenta folhas num penacho terminal e frutos de tipo baga, as papaias, até 10 kg, de sabor muito apreciado. O látex destas plantas é rico em papaína, um enzima de grande utilidade. Das folhas foram isolados diversos alcaloides do tipo carpaína.
Segundo dados do IBGE produção agrícola, o Brasil produziu em 2021 1.256.703 toneladas de mamão papaya. O estados da Bahia e do Espírito Santo são os maiores produtores do pais, juntos produzem dois terços de toda produção de papaya no país.